# Amiota lambirensis
Amiota lambirensis är en tvåvingeart som beskrevs av Chen och Masanori Joseph Toda 2007. Amiota lambirensis ingår i släktet Amiota och familjen daggflugor. Inga underarter finns listade i Catalogue of Life.